# Prosopocera pylas
Prosopocera pylas es una especie de escarabajo longicornio del género Prosopocera, tribu Prosopocerini, familia Cerambycidae. Fue descrita científicamente por Jordan en 1903.
Se distribuye por Malaui, Tanzania, Zambia y Zimbabue. Mide 14-16 milímetros de longitud. El período de vuelo ocurre en el mes de noviembre.